# Chuang Yi
Chuang Yi Publishing Pte Ltd. (пиньинь: Chuàngyì, что означает «искусство») — издательская компания, расположенная в Сингапуре, которая специализируется на издательстве местных и зарубежных комиксов и связанной с ними продукции английском и китайском языках. Chuang Yi распространяет все или некоторые из своих продуктов в Сингапуре, Малайзии, Индии и Филиппинах. Распространение в Австралии и Новой Зеландии проходит благодаря сотрудничеству с Madman Entertainment.

## История
Chuang Yi Publishing была основана в 1990 году как распространитель японских комиксов, публиковавшихся на упрощенном китайском языке. Успех к компании пришел после публикации серии комиксов Жемчуг дракона и Slam Dunk, а впоследствии она стала импортировать продукцию из Гонконга, Тайваня и Южной Кореи.
В 1995 году Chuang Yi открыла свой первый филиал в Куала-Лумпуре и запустила издательство двух японских серий комиксов на малайском языке. В 1998 и 1999 годах Chuang Yi опубликовала свою первую адаптацию телетрагикомедии Legend of the Eight Immortals и Liang Po Po. На англоязычный рынок компания вышла в 2000 году с запуском в производство серии Покемон и двух тайваньских комиксов в местных газетах. В 2003 году Chuang Yi обеспечила себе лицензионные права на распространение своих комиксов в Австралии, Новой Зеландии и Филиппинах, а в 2004 году расширила свою деятельность на рынке журналов, включая лицензирование нескольких продуктов компании «Дисней». Chuang Yi начала продажи коллекций наклеек от итальянской компании Panini Comics и американской Topps в 2005—2006 годах, а в 2006 начала распространение комиксов в Индии.] В 2007 году компания обеспечила себе права на производство канцелярских принадлежностей под маркой продукции Покемон и Дисней и начала эксклюзивное распространение продукции DC Comics и Marvel Comics в Сингапуре и Малайзии.

## Манга, опубликованная Chuang Yi на китайском языке
- 20th Century Boys (20世纪少年)
- 21st Century Boys (21世纪少年)
- Absolute Boyfriend (绝对男友)
- Air Gear
- Blaue Rosen (搖滾下的藍色薔薇)
- Блич (死神)
- Bloody Monday
- D.Gray-Man
- Death Note (死亡筆記簿)
- Detective Conan (名侦探柯南)
- Dragon ball (七龙朱)
- Eyeshield 21
- Fairy Tail
- Корзинка фруктов (水果藍)
- Стальной алхимик  (钢之炼金术师)
- Flame of Recca (烈火之炎)
- GetBackers
- Hayate the Combat Butler (疾风守护者)
- Hikaru no Go (棋灵王)
- Katekyo Hitman Reborn (家庭教师HITMAN REBORN!)
- Kekkaishi (结界师)
- Kindaichi Case Files (金田一少年之事件簿)
- Konjiki no Gash!! (魔童小子)
- Initial D (头文字D)
- Love Celeb (情迷贵公子)
- MÄR
- MÄR Omega
- Monster Soul
- Наруто (火影忍者)
- NANA
- Negima!: Magister Negi Magi (魔法老師)
- Ninkuu (忍空)
- Ninkuu SECOND STAGE
- One Piece
- Ouran High Host Club (Ouran High School Host Club в Северной Америке, Ōran Kōkō Hosuto Kurabu у Японии)
- Placebo
- Prince of Tennis (网球王子)
- PSYCHO BUSTERS (超能力少年)
- Saint Seiya EPISODE G (圣斗士星矢 EPISODE.G)
- Samurai Deeper Kyo (鬼眼狂刀 Kyo)
- Special A
- Shaman King (通灵童子)
- The Gentlemen's Alliance
- To Love-Ru (To Love恋爱大麻烦)
- Tsubasa: Reservoir Chronicle (TSUBASA翼)
- Vampire Knight  (吸血鬼士)
- M×0
- W-change
- xxxHolic (迷梦魔法屋 XXX HOLIC)
- Yankee-kun to Megane-chan (不良少年与四眼妹)

## Манга, опубликованная Chuang Yi на английском языке
- .hack//Legend of the Twilight
- Absolute Boyfriend («Zettai Kareshi»)
- Astro Boy (серии Акиры Химэкавы)
- Ballad of a Shinigami
- Battle B-Daman
- Beyblade
- Blaue Rosen (японское название: Ai wo Utau yori Ore ni Oborero)
- Bakegyamon
- Because You Smile when I Sing
- Bio Booster Armor Guyver
- Bloody Monday
- Boys Esté
- Captive Hearts
- Chrono Crusade
- Crush Gear Turbo
- Digimon
- Doraemon
- Fairy Cube
- FIGHT! Crush Gear Turbo
- Flunk Punk Rumble (Yankee-kun to Megane-chan)
- Fruits Basket
- Стальной алхимик
- Full Metal Panic! Sigma
- Fushigi Yûgi (включая Fushigi Yûgi Genbu Kaiden)
- Fushigiboshi no Futagohime
- Girls Bravo
- Gundam
  - Gundam Seed
- Hamtaro Handbook
- Хеллсинг
- Hoshi wa Utau
- Imadoki!
- Kingdom Hearts
- Kingdom Hearts: Chain of Memories
- Kingdom Hearts II
- La Corda D'Oro
- Land of the Blindfolded
- Love Hina
- Maburaho
- MÄR
- Medabots
- Меланхолия Харухи Судзумии
- Metal Fight Beyblade
- Midori no Hibi
- Mirmo!
- Mon Colle Knights
- Monochrome Factor
- My-HiME
- My Fair Lady известна в Северной Америке как The Wallflower и как Yamato nadeshiko Shichihenge в Японии
- Negima! Magister Negi Magi
- Neon Genesis Evangelion
- Otomen
- Ouran High School Host Club
- Phantom Dream
- Покемон
  - Pokémon: The Electric Tale of Pikachu
  - Pokémon Adventures
  - Magical Pokémon Journey
  - Ash & Pikachu
  - Phantom Thief Pokémon 7
  - Pokémon Gold & Silver The Golden Boys
  - Pokémon Pocket Monsters
    - Pokémon Ruby-Sapphire

  - Pokémon Jirachi Wish Maker
  - Покемон: Судьба Деоксиса
  - Pokémon: Lucario and the Mystery of Mew
  - Pokémon Ranger and the Temple of the Sea
  - Pokémon Battle Frontier
- Placebo
- RahXephon
- S · A: Special A
- Saiyuki: Перезагрузка
- Slam Dunk
- Solar Boy Django
- Speed Grapher
- Spriggan
- SuperPsychic Nanaki (Chōshinri Genshō Nōryokusha Nanaki)
- Tactics
- Tenchi Muyo!
- There, Beyond The Beyond (Sono Mukou-no Mukougawa)
- The Girl Who Leapt Through Time
- The Mythical Detective Loki
- The Mythical Detective Loki Ragnarok
- Tokyo Mew Mew
- Trinity Blood
- Trigun
- Tsubasa: Reservoir Chronicle
- Tsubasa: Those with Wings
- Twin Princesses of the Wonder Planet
- Vagabond
- Vampire Knight
- Venus in Love
- Wild Adapter
- Wings of Desire
- World Embryo
- X/1999
- Young Guns
- Super Yo-Yo
- Zatch Bell! (Konjiki no Gash!!)[4]
- Zig Zag
- Zoids

### Другие комиксы, опубликованные Chuang Yi на английском языке
- Disney Fairies
- Disney Princess
- Monster Allergy
- W.I.T.C.H
- Винни Пух и Друзья
- Winx Club (up to issue #39; MediaCorp has handled Winx from #40 onwards)

## Манхва, опубликованные Chuang Yi на английском языке
- Ragnarok: Into The Abyss